# Megaselia fennicola
Megaselia fennicola är en tvåvingeart som beskrevs av Rudolf Beyer 1958. Megaselia fennicola ingår i släktet Megaselia, och familjen puckelflugor. Arten är reproducerande i Sverige.